# Dorfkirche Dobberkau

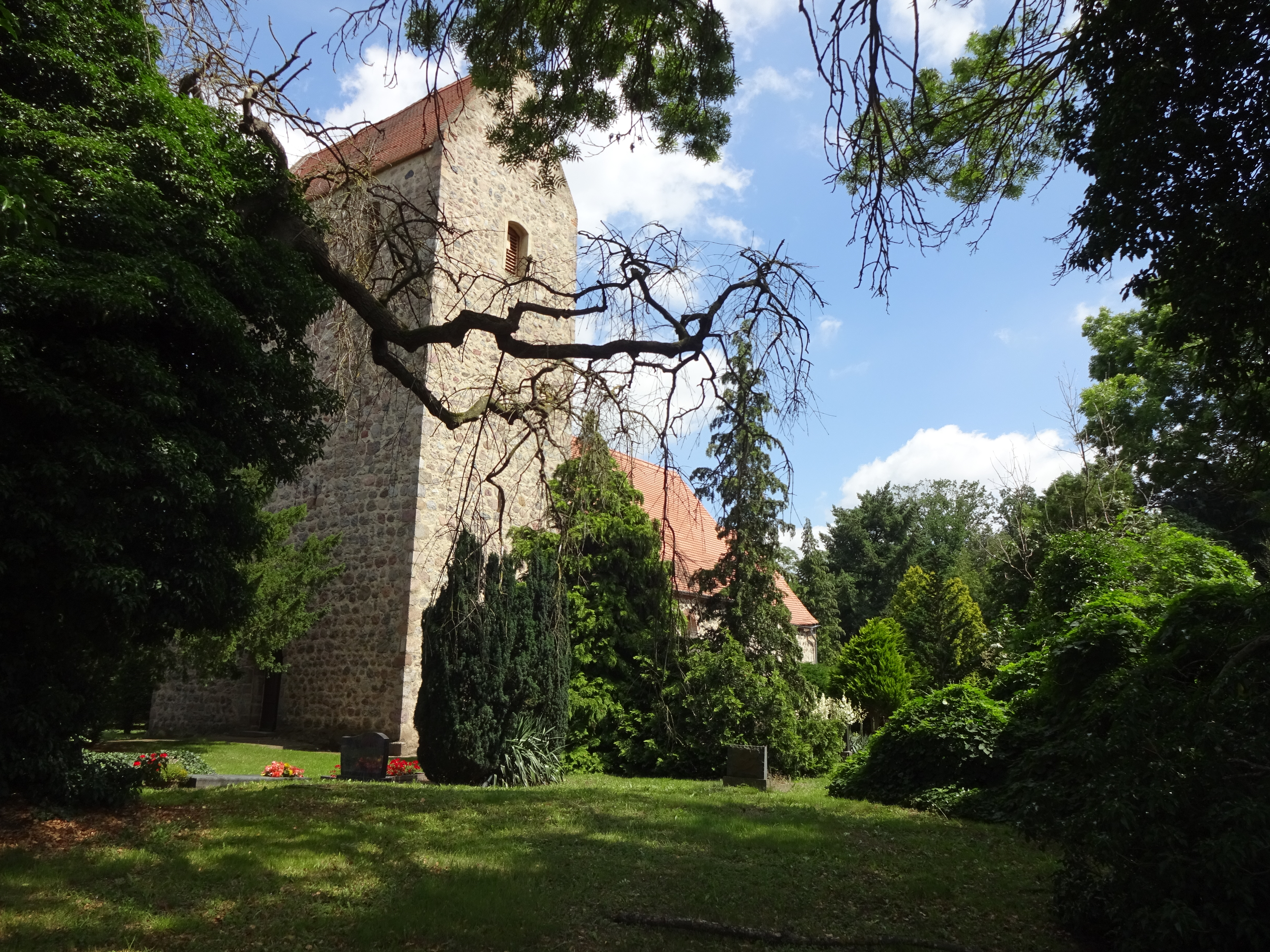
Kirche Dobberkau

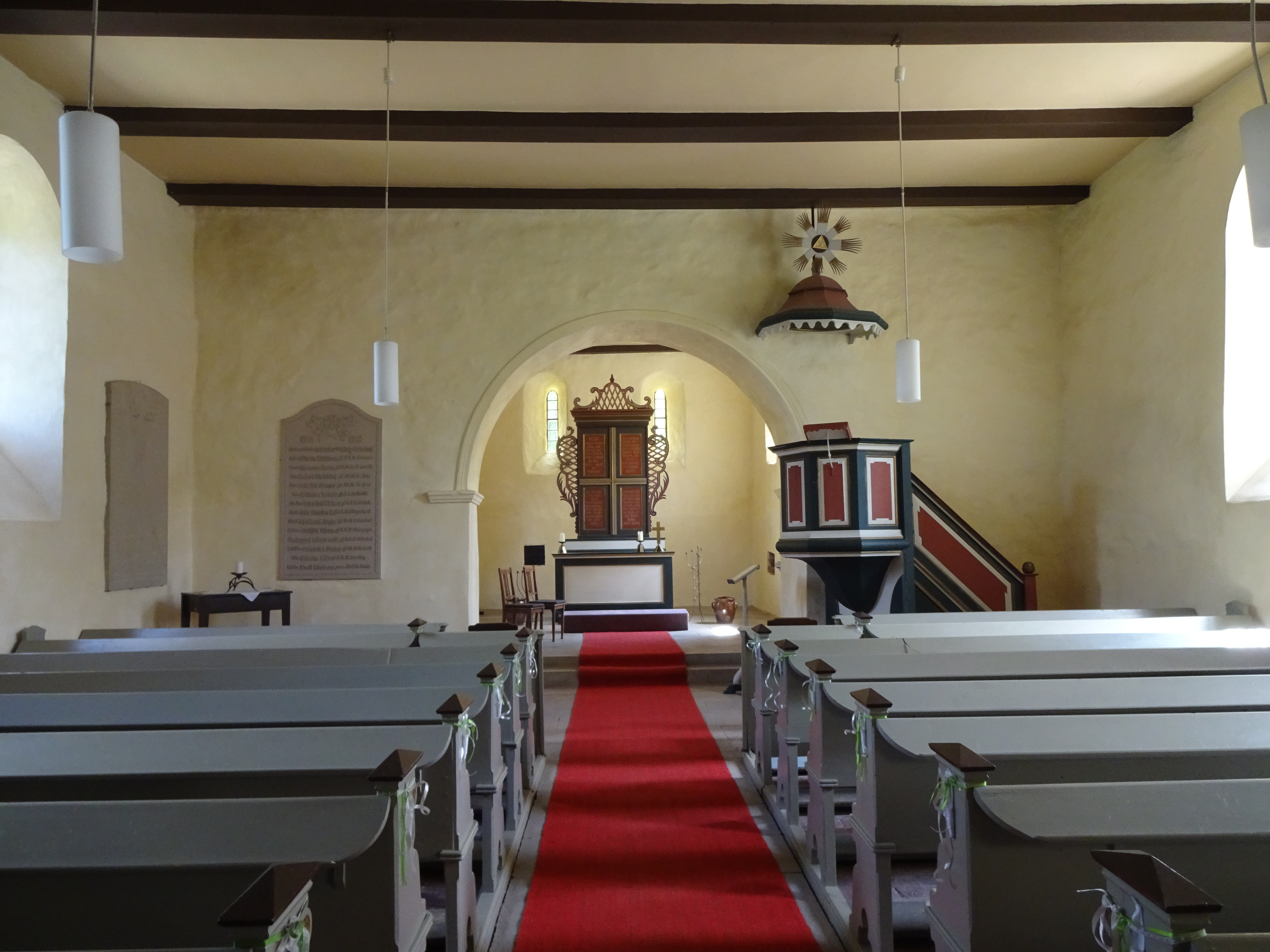
Innenansicht nach Osten

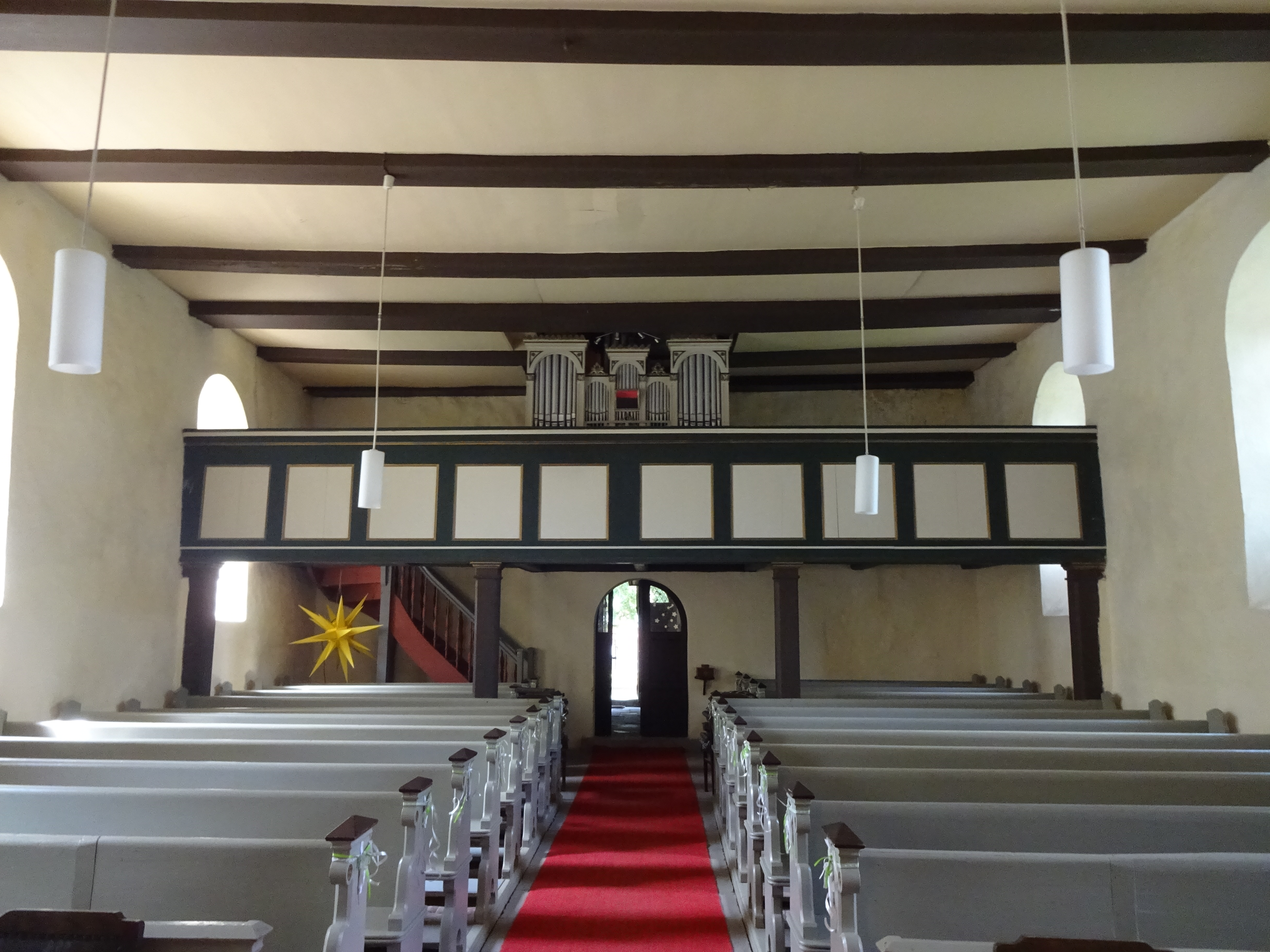
Innenansicht nach Westen

Die evangelische Dorfkirche Dobberkau ist eine romanische Saalkirche im Ortsteil Dobberkau von Bismark (Altmark) im Landkreis Stendal in Sachsen-Anhalt. Sie gehört zum Pfarrbereich Garlipp im Kirchenkreis Stendal der Evangelischen Kirche in Mitteldeutschland.

## Geschichte und Architektur
Das Bauwerk ist eine romanische Saalkirche aus der ersten Hälfte des 13. Jahrhunderts in Feldsteinmauerwerk, die in Schiff, den eingezogenen rechteckigen Chor und den schiffsbreiten Westturm gegliedert ist. Im Jahr 1638 brannte das Bauwerk bei der Zerstörung des Ortes durch kaiserliche Truppen im Dreißigjährigen Krieg aus und wurde in den Jahren 1645–1648 wiederhergestellt. Noch ursprünglich erhalten sind die Priesterpforte an der Südseite und drei Fenster an der Süd- und Ostseite des Chores. Das Westportal mit Rundbogen aus behauenem Feldstein wurde vermutlich nachträglich von der Südseite des Langhauses hierher versetzt. Die übrigen Rundbogenfenster datieren vom Umbau 1852. Die rundbogigen Schallöffnungen im Turm wurden durch spätere Backsteineinmauerungen mit Stichbogen verkleinert.
Im Innern ist der Raum durch eine flache Holzbalkendecke geschlossen; ein enger Triumphbogen mit Kämpfergesimsen gliedert den Raum. Das Turmerdgeschoss ist durch ein Quertonnengewölbe geschlossen; dieser Raum war ehemals durch Rundbogen mit dem Schiff verbunden. Im Jahr 1852 wurde der Bogen teilweise vermauert und eine Tür eingebaut. Das Turmobergeschoss war ursprünglich nur vom Schiff aus zugänglich; dieser Zugang ist jetzt vermauert.

## Ausstattung
Ein schlichtes Retabel zeigt in vier Feldern aufgemalte Bibelsprüche und ist mit barockisierenden Ornamenten versehen.
Die schlichte Holzkanzel stammt aus dem Jahr 1798. Ein Grabstein erinnert an Pastor Chr. L. Friedrich Raetzmann († 1837). Die Orgel auf der Westempore mit fünfteiligem Prospekt im Rundbogenstil ist ein Werk aus dem Jahr 1855, das in den 1970er Jahren erneuert wurde.